# Чартизм

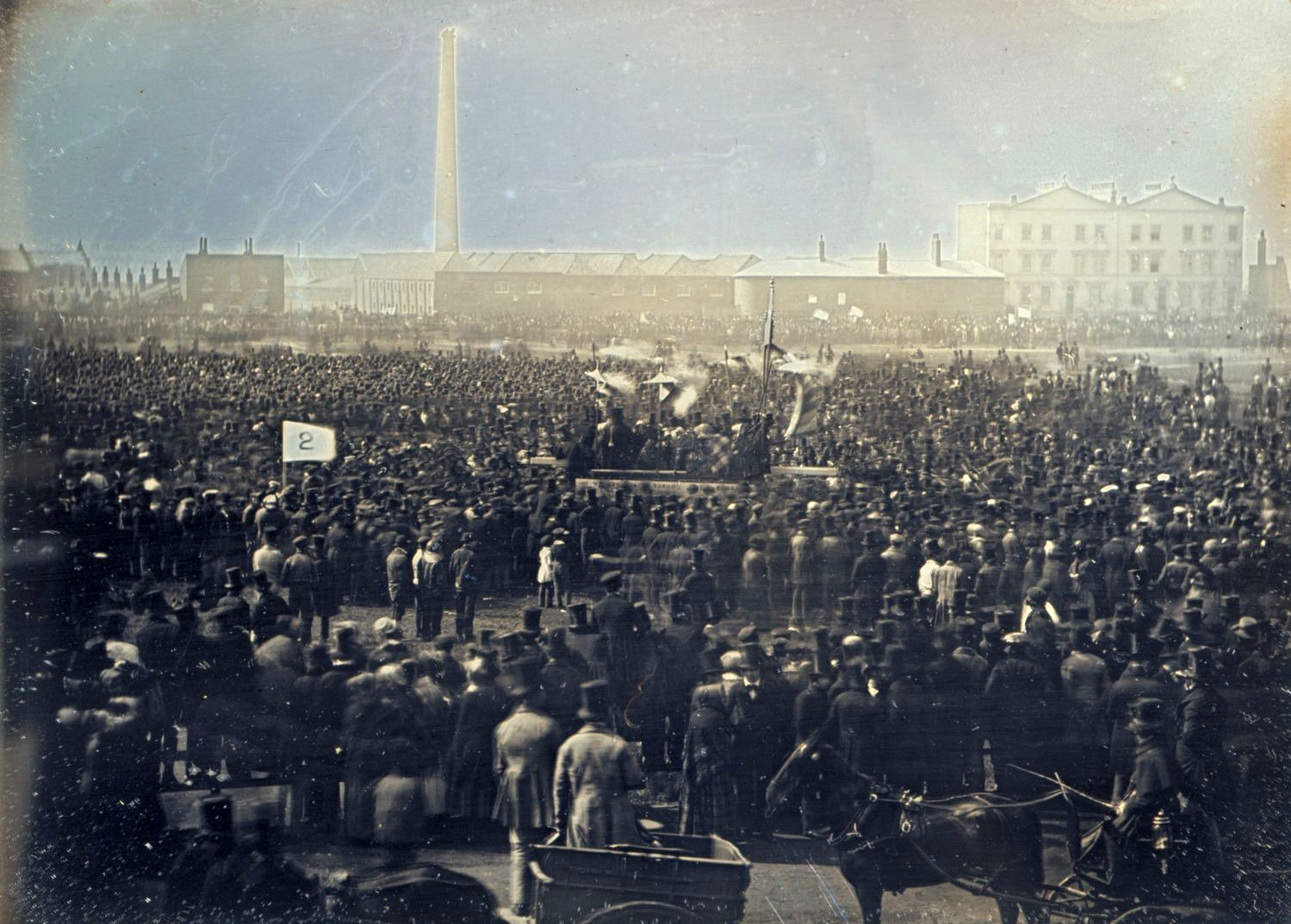
Мітинг чартистів у Лондоні (1848 рік)

Чарти́зм (англ. Chartism) — політичний та соціальний рух у Великій Британії з кінця 1830-х до кінця 1840-х років, який отримав ім'я від поданої в 1839 році парламенту петиції, яка називалася хартією або народною хартією.
Головна вимога петиції, відображена в шести пунктах (виборче право для всіх чоловіків старше 21 року, таємне голосування, скасування  майнового цензу для депутатів, рівні виборчі округи, річний строк парламентських повноважень) та зведене до загального, прямого, таємного і постійного виборчого права, була чисто політичною і відповідала бажанням радикальної частини буржуазії; попередниками чартистів щодо до цієї вимоги були ще в XVIII ст. Картрайт (Cartwright), Вількс, Вільям Годвін, в XIX ст. Коббет, Аттвуд і  значною мірою Френсіс Плес (Place), з яких останні два брали участь і у самому чартистському русі. Інші вимоги чартистів, які мали економічний та соціальний характер, були виражені в їхніх петиціях у менш виражених формах. Проте саме вони, незважаючи на всю їхню невизначеність для самих вождів, були центром діяльності руху.
Чартисти сподівались, що реформований згідно з їхніми побажаннями парламент зуміє знайти надійні засоби для усунення соціальних бід, проти яких вони виступали. Для них побудований на принципі загального голосування парламент, повинен був стати організацією робочого класу у видах захисту економічних інтересів; тому чартизм можна вважати попередником соціал-демократії, хоча взагалі соціалістичні намагання були досить слабкі. Безпосередньою причиною, яка дала поштовх зародженню чартизму, стали кризи 1825 та 1836 років і утворене ними безробіття 1825—1830 та 1836—1840 років, яке поширювалося переважно на Ланкаширі. Криза викинула на ринок десятки тисяч робочих рук і значно знизила заробітню плату інших. Безробіття викликало ще в 1820-х роках довгий ряд робітничих путчів у різних містах Ланкаширу, які супроводжувалися пограбуванням продовольчих магазинів.
Рух призвів до парламентської реформи 1832 року, яка отримала підтримку і в робітників. Але успіх цього руху повністю не задовольнив усі маси населення.
Парламент, що обирався на основі нової виборчої системи, провів у 1834 році скасування старого закону (часів Єлизавети) про приниження бідного класу і замінив теперішню систему з надто суворим і навіть образливим для ув'язнених режимом. Між іншим, безробіття якраз в цей час заганяло в «робітничу в'язницю» маси народу. Закон викликав люту ненависть, і вона поширилась на реформований парламент. Рух виразився спочатку у формі протесту проти закону про бідних 1834 року.
Починаючи від 1836 року, у країні відбувалися мітинги з десятками і навіть сотнями тисяч присутніх, що були направлені проти цього закону і закінчилися подачею у парламент петиції про його скасування. У одну сесію 1838 року було подано 333 петиції з 268 000 підписів проти закону (на захист закону поступило 35 петицій, з 952 підписами).
Великим діячем Чартизму був Вільям Ловетт, який мав великий вплив на політичні кола не лише чартистів, а й усієї Великої Британії.
У 1836 році, за сприяння Ловетта, була утворена Лондонська асоціація робітників (англ. London Working Men’s Association), що складалася зі 100 представників. Серед членів організації також був Ферпос Едуард О'Коннор.
У період 1840-х років у Великій Британії розпочалась нова економічна криза: зріс рівень безробіття, соціальне та економічне становище населення було злиденним, тому у цей момент Чартизм набирає нових обертів.
Події форсувалися через серію революцій у Європі, зокрема у Франції, однак до збройних конфліктів між владою та протестувальниками справи не дійшло. Британський уряд вчасно звернув увагу на проблему Чартизму і вжив різких заходів щодо придушення руху. Королівське представництво явно побоювалося повторення подій у Австро-Угорщині, Пруссії та Франції.
Чартизм залишив по собі велику пам'ять серед робітників Великої Британії; ріст тред-юніонів у наступні десятиліття, енергічність боротьби робітників за свої економічні інтереси і за політичні права (1867 та 1884) у великій мірі завдячують саме чартистському рухові.